# Institut d'Estudis Fiscals
L'Institut d'Estudis Fiscals (IEF) és el principal Institut d'investigació a Espanya sobre economia pública i política fiscal. Juntament amb la seva funció de recerca econòmica realitza una labor de formació i capacitació del personal de les administracions públiques a través de l'Escola de la Hisenda Pública, així com labors d'assistència tècnica internacional. Forma part del Ministeri d'Hisenda d'Espanya.

## Funcions
La seva missió institucional consisteix a impulsar i articular nuclis de recerca i reflexió que connectin amb les necessitats de la Hisenda Pública i de la societat civil i desenvolupar processos de formació de qualitat al servei de les polítiques i objectius estratègics del Ministeri d'Hisenda.
En la seva configuració actual, l'Institut d'Estudis Fiscals va ser creat com a organisme autònom per la Llei 14/2000, de 29 de desembre, de Mesures fiscals, administratives i de l'ordre social. Està adscrit al Ministeri d'Hisenda a través de la Secretaria d'Estat d'Hisenda i compta amb un Estatut propi, aprovat per Reial decret 63/2001, de 26 de gener, que ha estat modificat per Reial decret 352/2011, d'11 de març (BOE de 12 de març) i posteriorment per Reial decret. La nova organització de l'Institut, després d'aquesta modificació, on es regula una nova estructura orgànica, s'inscriu en el marc de la resposta racionalitzadora de les Administracions públiques d'adequació dels seus organismes a les necessitats esdevingudes i als nous entorns i demandes de serveis, així com als reptes plantejats pel necessari sanejament del dèficit pressupostari, l'augment de l'eficiència del sector públic i la satisfacció de les demandes ciutadanes.
La seva missió institucional, amb caràcter general, se centra en dues grans àrees:
- D'una banda, els estudis, recerca i assessorament econòmic i jurídic en les matèries relatives als ingressos i despeses públiques i la seva incidència sobre el sistema econòmic i social, així com l'anàlisi i explotació de les estadístiques tributàries. Els seus destinataris són el Ministeri d'Hisenda, altres Ministeris, organismes públics i institucions, de l'àmbit nacional i internacional.
- D'altra banda, la Formació, col·laborant en els processos de selecció i formació de funcionaris del Ministeri d'Hisenda, així com la cooperació amb altres institucions nacionals i internacionals en matèria de formació i assistència tècnica. Els seus destinataris són els funcionaris i personal de l'Administració General de l'Estat, Comunitats Autònomes i Administració Local, i personal d'altres administracions internacionals.

## Directors de l'IEF
- Antonio Barrera de Irimo: 1960-1968
- Rafael Acosta España: 1968- 1970
- Enrique Fuentes Quintana: 1970-1976
- Carlos Cubillo Valverde: 1976
- César Albiñana García-Quintana: 1976-1987
- Josep María Vegara Carrió: 1987-1989
- Miguel Ángel Lasheras Merino: 1989-1993
- Juan Antonio Garde Roca: 1993-1996
- Teodoro Cordón Ezquerro: 1996-1997
- Jesús Bermejo Ramos: 1997-2000
- Juan José Rubio Guerrero: 2000-2004
- Jesús Ruiz-Huerta Carbonell: 2004-2008
- José María Labeaga Azcona: 2008-2012
- José Antonio Martínez Álvarez: 2012 - 2017
- José Alberto Plaza Tejera: 2017 - actualitat

## Publicacions
L'Institut d'Estudis Fiscals publica la revista Hacienda Pública Española, una de les quatre revistes científiques espanyoles a l'àrea d'economia que es troben indexades en el Journal Citation Reports. També va ser el responsable de publicar la Revista Española de Economía des de l'any 1971 en què es va fundar fins a 1996. Aquesta revista va donar origen a l'Asociación Española de Economía, que es va encarregar de la seva publicació d'ara endavant sota el nom de Spanish Economic Review. En l'actualitat, després de la seva fusió amb la revista Investigaciones Económicas, el seu nom ha passat a ser SERIEs - Journal of the Spanish Economic Association. Aquesta és una altra de les quatre revistes científiques espanyoles a l'àrea d'economia indexades en el Journal Citation Reports.
Altres revistes publicades per l'Institut són Presupuesto y Gasto Público, Crónica Tributaria i Crónica Presupuestaria